# Eduard Piacun
Eduard Piacun (1950.), hrvatski šahist i šahovski dužnosnik. Međunarodni je šahovski sudac (od 2002.) i rejting administrator u Hrvatskoj od 1. siječnja 2019. godine.
FIDE Elo rejting mu je 1940, a u brzopoteznim kategorijama "rapid" 1933, a u kategoriji "blitz" nije rangiran. Najviši rejting u standardnom šahu po Elo rankingu bio mu je siječnja 2002., 2168 bodova.